# Acollesis mimetica
Acollesis mimetica är en fjärilsart som beskrevs av Louis Beethoven Prout 1915. Acollesis mimetica ingår i släktet Acollesis och familjen mätare. Inga underarter finns listade i Catalogue of Life.